# ماسينات موهاتو سايسو
الملكة ماسينات موهاتو سايسو (بالإنجليزية: Queen 'Masenate Mohato Seeiso)‏ (2 يونيو 1976) هي زوجة ليتسي الثالث ملك ليسوتو الحالي منذ 18 فبراير 2000.